# Franklin, Georgia
Franklin är administrativ huvudort i Heard County i Georgia. Orten har fått sitt namn efter Benjamin Franklin. Enligt 2010 års folkräkning hade Franklin 993 invånare.